# Felix Würth
Felix Würth, född 11 augusti 1923, död 25 februari 2014, var en friidrottare från Österrike. Han deltog vid olympiska sommarspelen 1948 och olympiska sommarspelen 1952.